# فضيل الشلماني
فضيل حسين الشلماني (1877 - 21 ديسمبر 1952) شاعر ليبي ولد في المرصص بالقرب من مدينة طبرق. هاجر من طبرق عام 1914 إلى نواحي قمينس بسبب الجفاف، وفي نفس العام اعتقل من قيبل قوات الاحتلال الإيطالي وأصبح في المنفى حتى عام 1921 م، ثم عاد إلى قمينس واعتقل من جديد وقضى ثلاث اعوام في معقل المقرون جنوب بنغازي وبعدها عاش بقية عمره حتى وفاته في منطقة الابيار عام 1954.

## مؤلفاته
اشتهر الشاعر فضيل بنظم الشعر وحفظ القران والقراءة والكتابة ولدية الكثير من الاشعار الشعبية ومن ابرزها (والقلوب شفاقة، يانا اللي طابن اليوم يدى، بايت نفكر، يا طير يا طاير... راح لوطننا).

## وفاته
توفي في مدينة الأبيار شرق ليبيا يوم الأحد 21/12/1952.